# 福特Festiva
福特Festiva（英語：Ford Festiva）是一款1986年至2002年間由福特汽車行銷發售的微型汽車（subcompact）。由於福特與馬自達的合作共生關係，這款車在亞太地區市場就像福特Laser和福特Telstar一樣，由馬自達設計、製造；在臺灣則由福特六和生產。此外，福特曾經一度擁有經營權的南韓起亞汽車也被授權生產此車款。
關於車名Festiva取自西班牙文的形容詞「festive」，有慶祝的、歡樂的之意，故福特六和將此款車稱作嘉年華。不過，中國大陸長安福特汽車生產的「嘉年華」則是源自歐系的Fiesta（同樣西班牙文但為名詞），跟這款車毫無關係。

## 歷史

### 第一代（WA系 1986年-1993年）
應福特汽車的要求，馬自達設計開發並製造第一代的福特Festiva，然後於1986年在日本地區上市發表，銷售通路渠道為福特的Autorama經銷商體系。外型為三門掀背車型，車頂裝有電動軟頂篷。搭載1.1L直列四缸B1型（搭配四速手排）、1.3L直列四缸B3型（搭配五速手排或三速自排）兩種引擎，採前置前驅，轉向系統為齒條與小齒輪式轉向（rack and pinion steering）。前避震系統為獨立懸吊附阻尼筒、防傾桿；後避震系統則是扭力樑懸吊系統（torsion beam suspension）。
自1986年中由福特汽車入股的南韓起亞汽車也獲得授權製造這款車，但取名為起亞Pride。接著在1987年至1988年間，起亞生產的車以「福特Festiva」之名銷往北美洲。同時，日本馬自達製造的Festiva也以馬自達121之名稱銷往澳洲與歐洲市場。不過到1991年二月時澳洲馬自達公司不再自日本進口，同年十月起改由福特澳洲公司進口南韓起亞生產的五門掀背車型。1993年元月起，三門掀背車型則以福特Festiva Trio的車名在澳洲上市。
依循澳洲的銷售模式，1991年起南韓起亞汽車製造的三/五門掀背車型、四門轎車型、五門旅行車型也販售至歐洲市場。此外該公司生產的五門掀背車型也從南韓出口到日本地區銷售，先後稱為福特Festiva 5和福特Festiva β。
臺灣福特六和汽車公司在1989年5月10日自日本引進由起亞汽車製造的三、五門掀背車款，命名為福特嘉年華上市。動力亦區分成1.1L B1型和1.3L B3型兩種引擎，另1.1L車型沒有動力方向盤（power steering）。該部車曾以籃球國手鄭志龍作為產品代言人，廣告標語是「最大的小車」。由於省油、故障率低，豐富的配備加上合宜的價格，該款車當年在該市場為小型車常勝軍。直到1996年為止，才進行次代車型的大改款。

#### 馬自達121
馬自達自1987年起將此款車掛上自己的商標銘牌以馬自達121之名外銷到澳洲與歐洲地區，車身為三門掀背型，1.3L引擎搭配五速手排變速系統。此外，這款車的車頂一樣裝設了受到日本消費者喜愛的電動軟頂篷。1989年開始進行小改款，修改車頭和進氣壩造型，儀表板和座椅也重新設計。1991年起，馬自達改用Autozam Revue作為新一代的121。

#### 起亞Pride
南韓的起亞汽車在1986年至2000年間獲得福特汽車的授權而生產福特Festiva的雙生車款起亞Pride，包括三/五門掀背車、四門轎車、五門旅行車等車型，然後在2000年被起亞Rio所取代。
此車款於1991年6月在英國發售，同樣有1.1L和1.3L兩種動力來源。後來在1994年11月推出1.3L燃油噴射引擎，且廢止1.1L引擎。在2001年至2005年之間，伊朗的第二大汽車製造廠SAIPA公司獲得授權製造此款車，全車85%的零件來自當地，而車名取為SAIPA Pride。從2003年起，SAIPA生產一種新的五門仿掀背車（liftback）型，稱為「SAIPA 141」（SAIPAI 141也被銷售到委內瑞拉，在當地稱為「Turpial」）。同時Pride的車名被改作「SAIPA Saba GLXi」，四門轎車型叫「SAIPA Nasim Safari」，五門掀背車型叫「SAIPA Nasim DMi」。
2008年起SAIPA車廠又修改前後車身造型，改稱「SAIPI 132」上市；甚至還推出雙門皮卡貨車的版本，叫做「SAIPA Pick-up」，後車斗最大荷重為500公斤。除此之外，埃及的Arab American Vehicles車廠也自1998年起生產Pride，並於當地市場銷售。

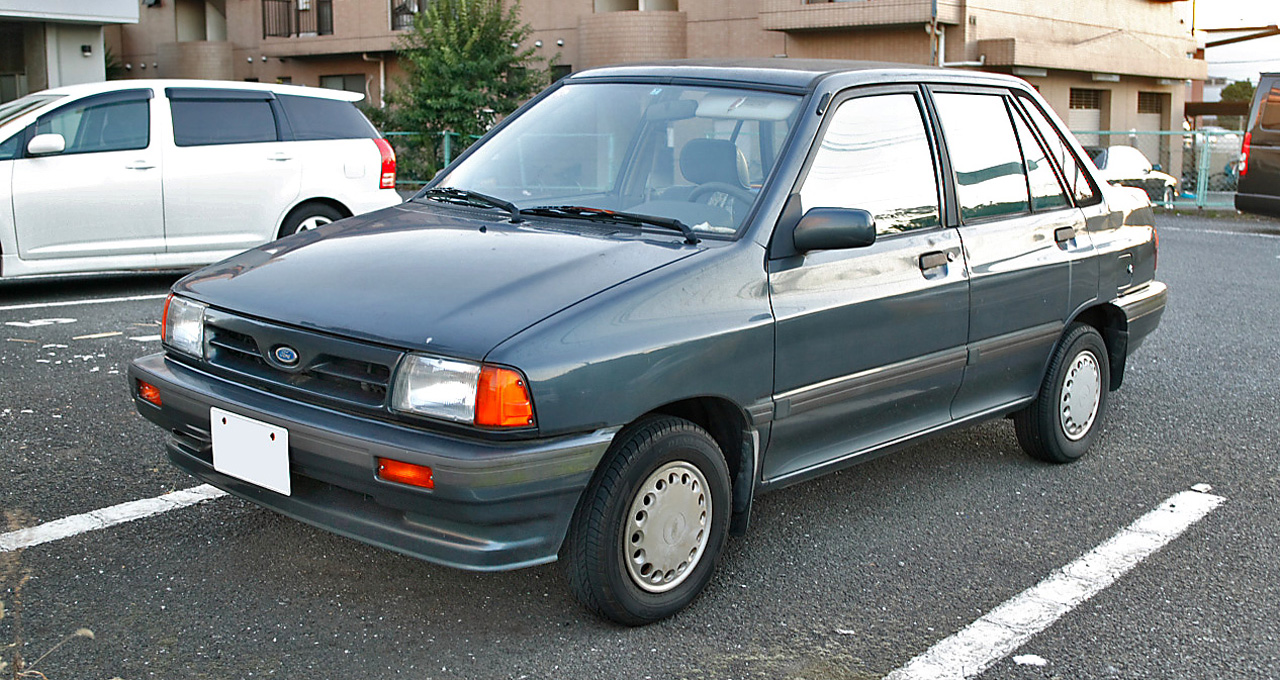
四門轎車車頭（日規）
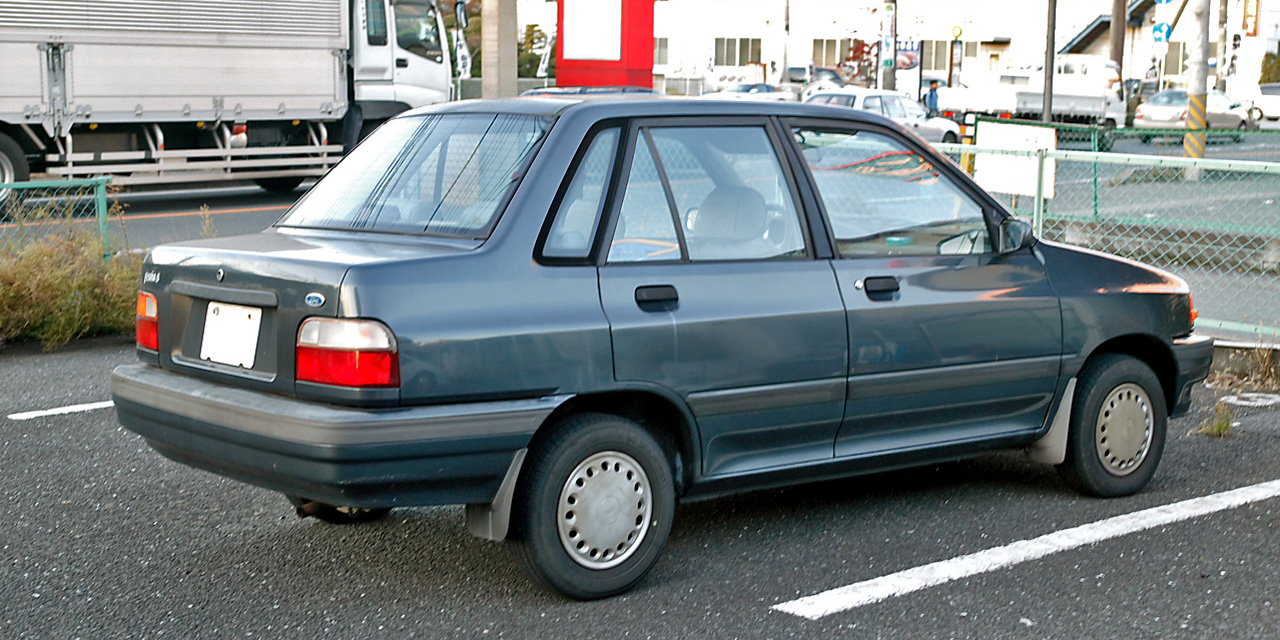
四門轎車車尾（日規）
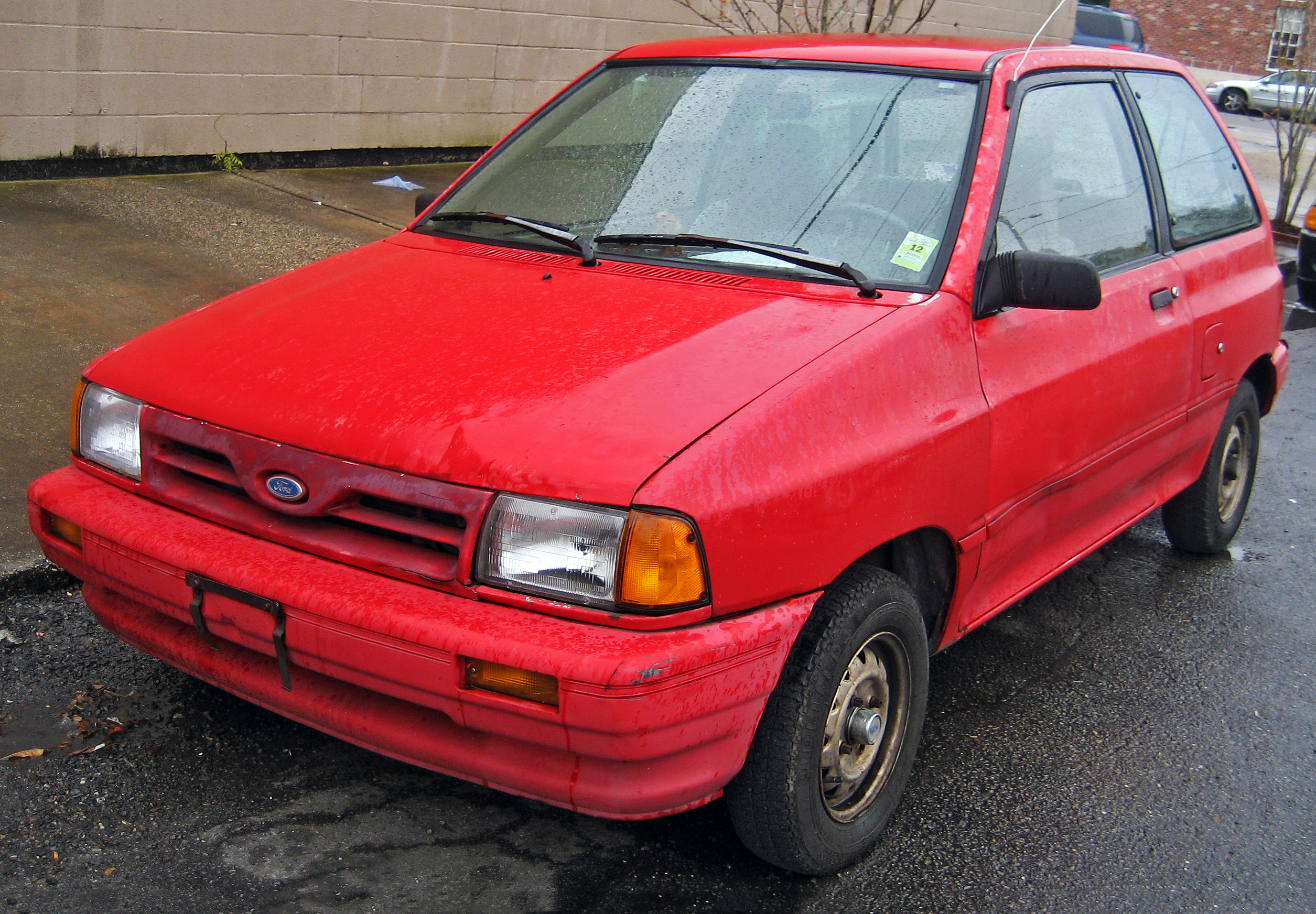
三門掀背車車頭（美規）
三門掀背車車尾（美規）
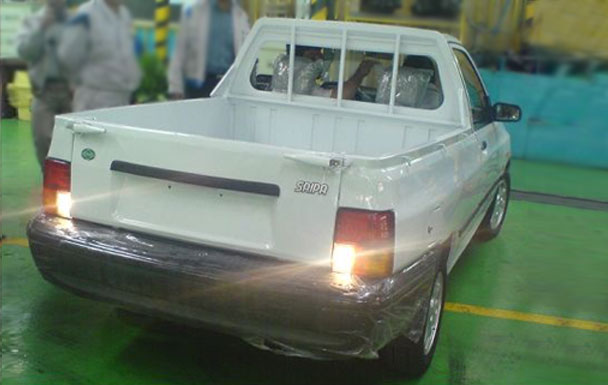
伊朗SAIPA車廠製造的皮卡車型
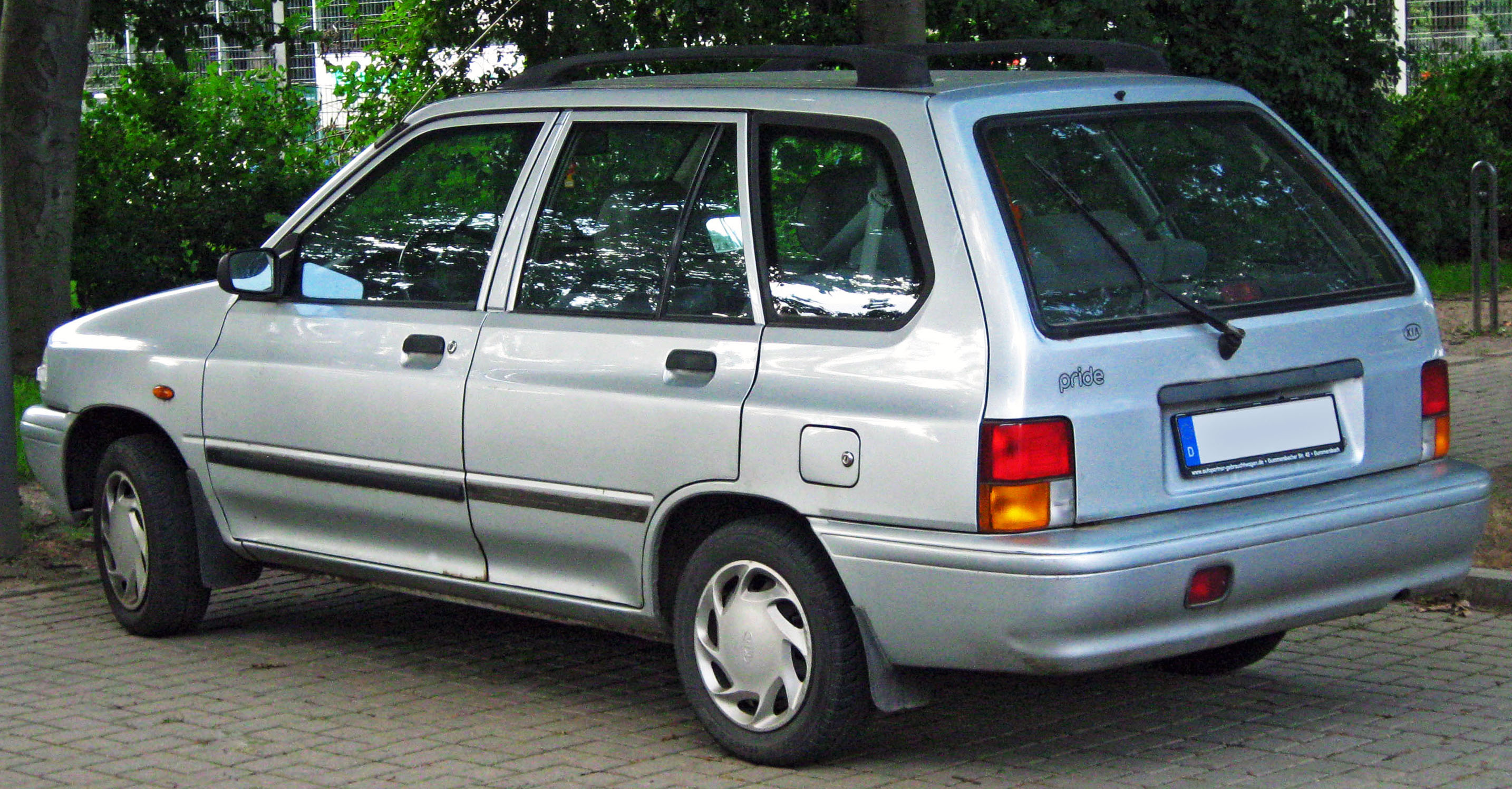
起亞Pride五門旅行車型

### 第二代（WB/WD/WF系 1993年-1996年）
1993年發表的第二代Festiva由福特汽車與起亞汽車共同開發，保留了上一代大部分的動力傳動系統，但車身外型變得更圓潤，且尺碼也小幅度加大。底盤採用馬自達新開發的D平台，此平台自原有的DA平台改良而來。動力部分捨棄1.1L B1型，改以較大排氣量的1.5L SOHC直列四缸B5-ME型代替，且原1.3L改採更新的1.3L SOHC直列四缸B3-MI型。前輪為麥花臣懸吊，後輪則為扭力桿拖曳臂懸吊（torsion bar suspension）。變速箱方面仍維持五速手排，另有四速自排系統可供選擇，而澳洲和美國市場則是三速自排。
這款車在北美洲地區被改名為福特Aspire，且終於出現五門掀背車型；不過僅販售至1997年為止。而在南韓，則掛上起亞的廠徽銘牌、稱為起亞Avella。後來起亞在2000年推出起亞Rio取代，這款車跟Festiva毫無關係，且結束與福特汽車的合作關係。
1997年進行小改款，前保險桿與頭燈的造型變更，進氣壩也修改成橢圓形。臺灣福特六和公司曾自韓國起亞汽車引進小改款的車，故全車約有百分之八十的零件都是韓國製。1.3L五門掀背車被稱為福特嘉年華Vivid、1.3L四門轎車叫做福特嘉年華Easy，另外也有1.5L引擎可供選擇。後來2000年該公司自行小改款，除了改成柵欄式的車頭進氣壩，車尾在廠徽銘牌周圍加了一道羽翼狀飾板，內裝也稍微作修改。

#### 福特Aspire
福特Aspire在美國是第一輛在微型轎車（subcompact）這個級距裡擁有雙前座安全氣囊的車，且可選購ABS防鎖死煞車系统。此外在1994至1995年間曾推出以SE車型的特別式樣車，包含藍色字體轉速表、尾翼、鋁合金鋼圈、霧燈、「SE」字樣的鍍鉻銘牌，以及更豪華的內裝。

#### 起亞Avella
起亞Avella的車身共有三/五門掀背車、四門轎車等選擇，1994年在當地的總銷售量達115,576輛，但1998年卻降至27,850輛。該款車的標準配備有160/70R13的輪胎、四支音響喇叭、後車窗加熱裝置、駕駛座安全氣囊、ABS防鎖死煞車系统、車門防撞鋼樑等。選購配備則有空調裝置、中控鎖、電動後視鏡、電動窗戶、折疊式後座椅、轉速表、鋁合金鋼圈等。

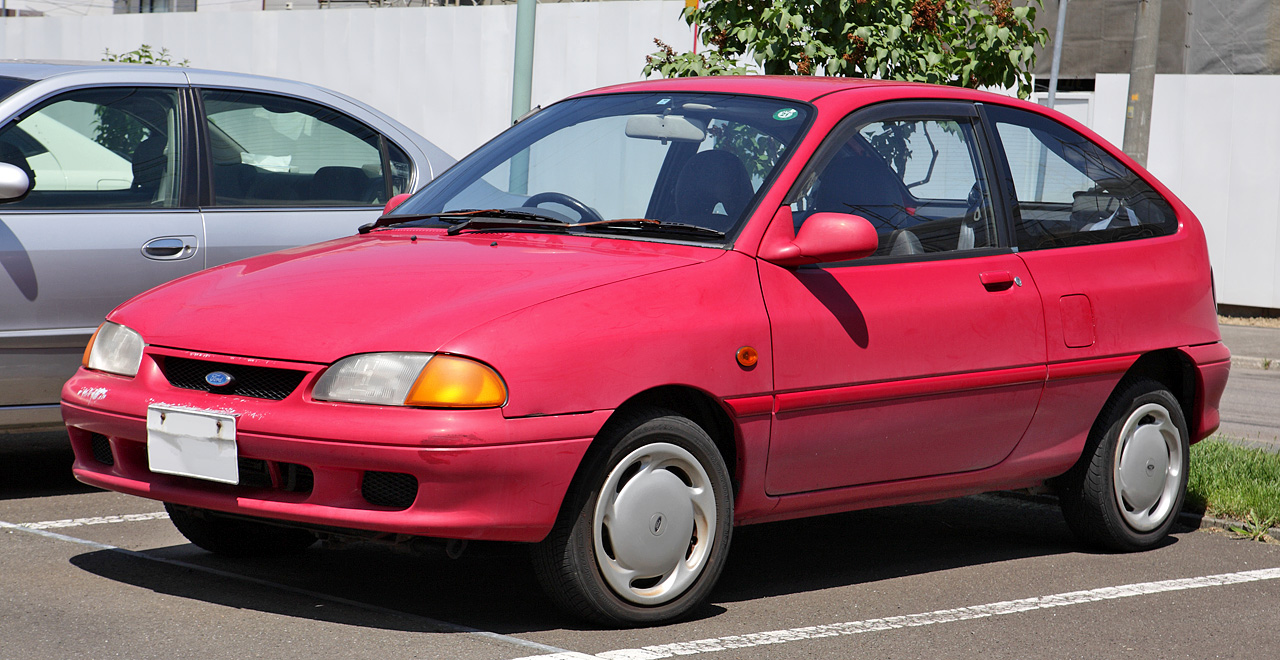
三門掀背車車頭（日規）
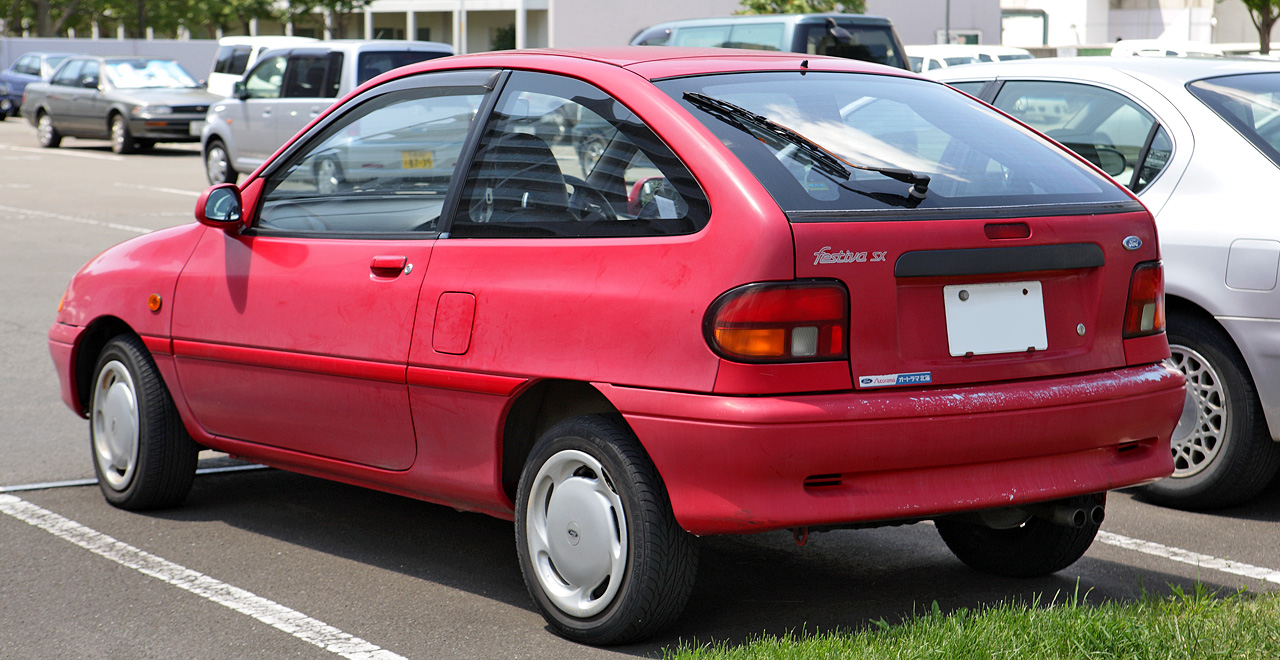
三門掀背車車尾（日規）

### 第三代（1996年-2002年）
詳情參見第一代馬自達2
以實際情況而言，福特Festiva在日本以外的市場只到第二代就停止生產銷售，因為第三代跟第一代馬自達2全車只差在廠徽銘牌不同，且限於日本市場販售而已。這一代車身設定為五門掀背車，動力區分為1.3L SOHC直列四缸B3-ME型與1.5L SOHC直列四缸B5-ME型兩種，變速系統則為五速手排、三/四速自排等三種。直到2002年馬自達2大改款，以及第五代福特Fiesta進入日本市場，這款車才正式停產。

## 內部連結
- 馬自達121
- Autozam Revue
- 馬自達2